# U-20-Fußball-Südamerikameisterschaft 2011/Kader Uruguay
Bei der U-20-Fußball-Südamerikameisterschaft 2011 in Peru bestand der uruguayische Kader aus den nachfolgend aufgelisteten Spielern.
|         | Alexander Jhonny Da Silva  | Torwart    | Tacuarembó FC        |  |  |  |  |  |
|         | Salvador Ichazo            | Torwart    | Danubio              |  |  |  |  |  |
|         | Ramón Gines Arias          | Abwehr     | Defensor Sporting    |  |  |  |  |  |
|         | Leandro Daniel Cabrera     | Abwehr     | Recreativo Huelva    |  |  |  |  |  |
|         | Yefferson Moreira          | Abwehr     | Peñarol              |  |  |  |  |  |
|         | Federico Platero           | Abwehr     | Defensor Sporting    |  |  |  |  |  |
|         | Diego Fabián Polenta       | Abwehr     | Genua                |  |  |  |  |  |
|         | Maximiliano Olivera        | Abwehr     | Montevideo Wanderers |  |  |  |  |  |
|         | Nicolás Rodríguez          | Abwehr     | Montevideo Wanderers |  |  |  |  |  |
|         | Ángel Gabriel Cayetano     | Mittelfeld | Danubio              |  |  |  |  |  |
|         | Pablo Cepellini            | Mittelfeld | Peñarol              |  |  |  |  |  |
|         | Camilo Mayada              | Mittelfeld | Danubio              |  |  |  |  |  |
|         | Guzmán Pereira             | Mittelfeld | Montevideo Wanderers |  |  |  |  |  |
|         | Nicolás Prieto             | Mittelfeld | Nacional             |  |  |  |  |  |
|         | Matías Vecino              | Mittelfeld | Central Español      |  |  |  |  |  |
|         | Sebastián Agustín Gallegos | Sturm      | Atlético Madrid      |  |  |  |  |  |
|         | Matías Jones               | Sturm      | Danubio              |  |  |  |  |  |
|         | Adrián Luna                | Sturm      | Defensor Sporting    |  |  |  |  |  |
|         | Luis Enrique Machado       | Sturm      | Tacuarembó           |  |  |  |  |  |
|         | Federico Martín Rodríguez  | Sturm      | Peñarol              |  |  |  |  |  |
| Trainer |                            |            |                      |  |  |  |  |  |
|         |                            |            |                      |  |  |  |  |  |

Quelle: